# Шлях до Катманду (фільм)
Шлях до Катманду (фр. Les Chemins de Katmandou, італ. Katmandu , також відомий як «Брудні ляльки в Катманду», «Дорога до Катманду» та «Шляхи Катманду») — французько-італійський кримінально — драматичний фільм 1969 року, написаний і знятий режисером Андре Каяттом. Фільм заснований на романі «Хіміки Катманду» (Les Chemins de Katmandou), написаного Рене Баржавелем. В англомовному прокаті фільм відомий під назвою «Яма задоволень» (The Pleasure Pit).

## Сюжет
Олів'є (Рено Верлі) — бунтівний соціально свідомий молодий активіст, який зневажає відвертий матеріалізм, але зустрічається з моделлю. Він намагається переконати її покинути матеріалістичну, експлуататорську професію, але сам ледве може утримувати себе, не кажучи вже про когось іншого. Тоді він вирішує покинути Париж, де живе з матір'ю, щоб знайти свого батька-боржника, який переїхав до Непалу, де той став професійним мисливцем і добре заробляє. Олівер хоче спробувати переконати його допомогти йому з фінансовим становищем.
Майже збанкрутувавши, Олівер маніпулює своїм другом, який працює над програмою допомоги в Індії, щоб отримати гроші на поїздку до Непалу. Там його підбирає група хіпі з Європи. Одна з них — Джейн (Джейн Біркін), красива молода безтурботна дівчина, яка практикує вільне кохання. Він одразу ж закохується в неї. Коли Олівер нарешті знаходить свого батька, то з'ясовує, що той майже розорився і працює на нечистого на руку бізнесмена, який торгує краденими артефактами. Олівер змушений красти артефакти і для нього, щоб прогодувати себе. Під час однієї місії він знову зустрічає Джейн, тепер уже наркозалежну. Його нова місія — врятувати її, але вона не хоче, щоб її рятували. Тим часом його батько відкрито крутить роман з дружиною брудного бізнесмена, що ще більше ускладнює ситуацію для Олівера.

## У ролях
- Рено Верлі: Олів'є
- Джейн Біркін: Джейн
- Ельза Мартінеллі: Мартін
- Серж Генсбур: Тед
- Паскаль Одре: Івонна
- Арлін Дал: Лорін
- Жільберт Женіа
- Майк Маршалл
- Марк Мішель
- Девід О'Браєн
- Саша Пітоєфф